# Barkahoum Drici
Barkahoum Drici, née le 28 mars 1989, est une athlète algérienne, spécialiste des courses de fond. Elle est arrivée en 13e place au marathon de Prague en 2015,, ce qui l'a qualifié pour le marathon féminin aux championnats du monde d'athlétisme 2015 qu'elle n'a pas terminé.